# Ancema
Genre
Le genre Ancema regroupe des lépidoptères (papillons) de la famille des Lycaenidae et de la sous-famille des Theclinae présents en Asie.

## Dénomination
Ancema avait reçu le nom de Camena par William Chapman Hewitson en [1865] et a été renommé Ancema par Eliot en 1973.

## Liste des espèces
- Ancema blanka (de Nicéville, 1894) présent dans le sud de l'Inde, en Birmanie et à Sumatra.
  - Ancema blanka blanka
  - Ancema blanka minturna (Fruhstorfer, 1912) présent en Thaïlande et au Laos.
  - Ancema blanka reina Schröder & Treadaway, 1998 ;
- Ancema ctesia (Hewitson, 1865) présent en Asie, dans le nord-ouest de l'Himalaya et l'ouest de la Chine.
  - Ancema ctesia ctesia en Thaïlande et en Malaisie.
  - Ancema ctesia agalla (Fruhstorfer, 1912) présent en Thaïlande et au Laos.
  - Ancema ctesia cakravasti (Fruhstorfer) présent à Taïwan.

### Sources
- (en) funet
- (en) Tree of Life Web Project : Ancema
- (en) Catalogue of Life : Ancema Eliot, 1973 (consulté le 7 avril 2023)